# لبیوس وودز
لبیوس وودز (۳۱ مه ۱۹۴۰–۳۰ اکتبر ۲۰۱۲) معمار و هنرمند آمریکایی بود که به طرح‌های غیرمتعارف و تجربی‌اش مشهور است.

## زندگی حرفه ای
وودز در دانشگاه ایلینویْ معماری و در دانشگاه پردو مهندسی خواند. در حالی که وودز خود را معمار می‌خواند، هیچ‌گاه مدرک دانشگاهی در معماری دریافت نکرد و حتی مجوز کار حرفه‌ای معماری نداشت. او ابتدا در دفاتر ایرو سارینن به عنوان سرپرست معماران در طراحی ساختمان بنیاد فورد که توسط سارینن در نیویورک طراحی شد کار کرد. پس از ترک دفتر سارینن، مدت کوتاهی برای شرکت ریچاردسون، سون شیلر و همکاران در شمپین، ایلینوی کار کرد. در این دوره نقاشی‌هایی برای موزه هنر ایندیاناپولیس کشید. در سال ۱۹۷۶ منحصراً به طرح‌های نظری و تجربی روی آورد. گزارش شده که او یک پاویون نور با استیون هال و ساختمان‌هایی در هاوانا، کوبا طراحی کرده‌است. در سال ۱۹۸۸، وودز مؤسسه تحقیقاتی برای معماری تجربی، یک مؤسسه غیرانتفاعی وقف پیشرفت تفکر و حرفه معماری تجربی که ایده و ادراک خود معماری را ارتقا می‌داد تأسیس کرد. نویسنده نه کتاب، در سال ۱۹۹۴ برنده جایزه طراحی کرایسلر شد. او استاد معماری در کوپر یونیون در نیویورک و مدرسه تحصیلات تکمیلی اروپایی در ساس فی، سوئیس بود.

## فلسفه

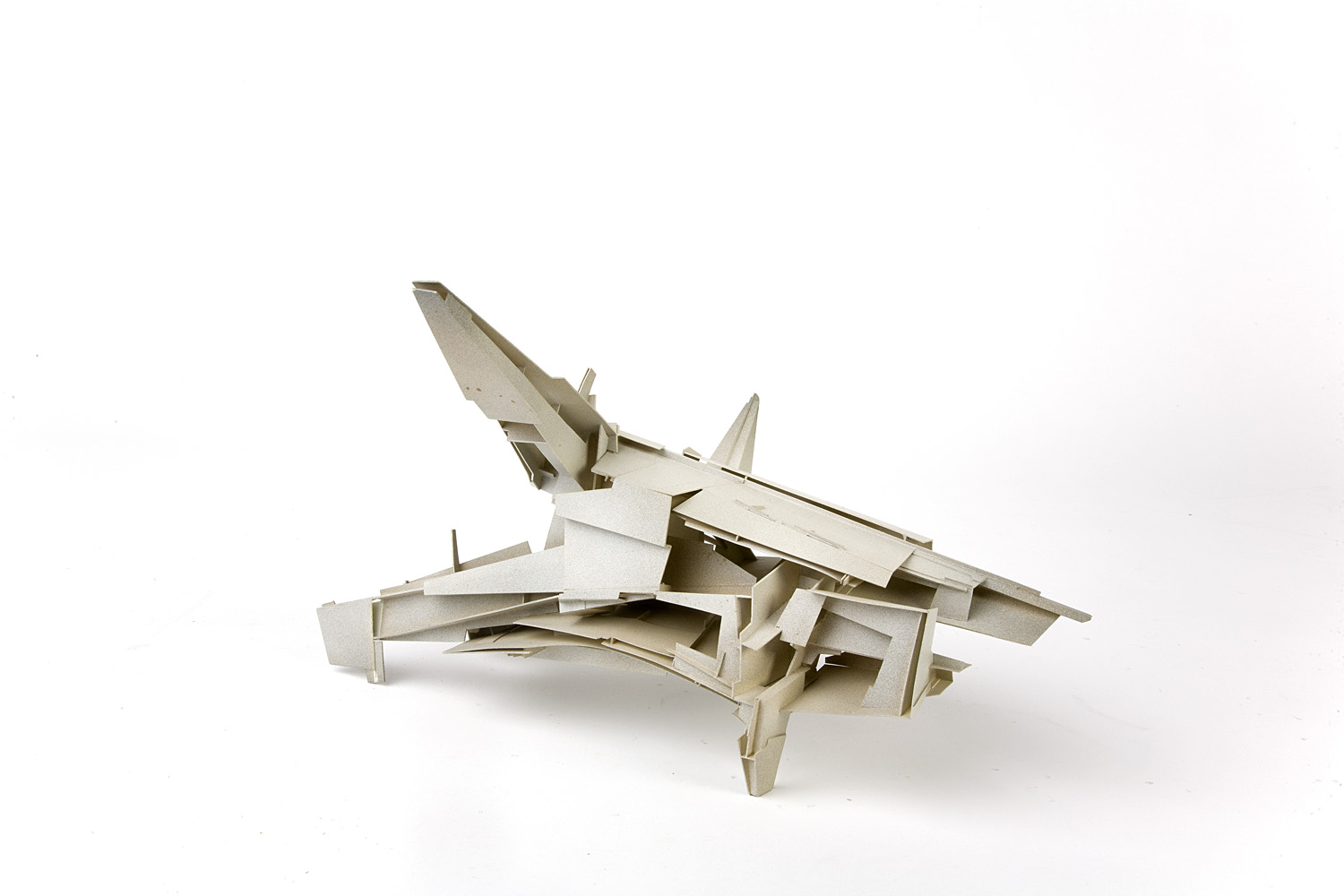
معماری و جنگ

بیشتر تحقیقات او با طراحی سیستم‌های در حال بحران سر و کار دارد: نظم موجود هستی با نظم جدید مواجه می‌شود. طرح‌های او از نظر سیاسی متعهد و دیدی محرک از واقعیت ممکن هستند؛ موقت، محلی، و وابسته به سرمایه‌گذاری سازندگان شان. او بیش تر برای پیشنهادهایش برای سان فرانسیسکو، هاوانا و سارایوو شناخته شده که در بازسازی رادیکال در سال ۱۹۹۷ منتشر شد (سارایووی پس از جنگ، هاوانا در جریان تحریم مداوم تجاری و سان فرانسیسکو پس از زلزله لوما پریتا).
معماری و جنگ ناسازگار نیستند. معماری جنگ است. جنگ معماری است. من با زمانهٔ خود، با تاریخ، با تمام قدرت‌هایی که در فرم‌های ثابت و وحشت‌زده خانه دارند در جنگم. من یکی از میلیون‌ها انسانی هستم که تطبیق پیدا نمی‌کنم، که خانه‌ای ندارم، خانواده‌ای ندارم، دکترینی ندارم، جای ثابتی ندارم که آن را از آنِ خود بخوانم، آغاز و پایان شناخته‌شده‌ای ندارم، مکان 'مقدس و اصیلی' ندارم. من علیه تمام شمایل‌ها و قطعیت‌ها، علیه تمام تاریخ‌هایی که من را به ناراستی‌ها و ترس‌های رقت‌انگیز خودم زنجیر می‌کند، اعلام جنگ می‌کنم. من تنها لحظه‌ها را می‌شناسم، و و زندگی‌هایی را که همچون لحظه‌هایند، تنها فرم‌هایی [را می‌شناسم] که با نهایت قدرت ظاهر می‌شوند، و سپس «در هوا ذوب می‌شوند». من یک معمارم، سازندهٔ دنیاها، یک پیرو هوای نفس که جسم را می‌پرستد، ملودی را، شبحی در آسمانِ رو به تاریکی. نمی‌توانم نامت را بدانم، تو نیز نمی‌توانی نامم را بدانی. فردا در کنار یکدیگر، ساختن شهری را آغاز خواهیم کرد.

## تأثیر بر فیلم
وودز از تولیدکنندگان فیلم ۱۲ میمون شکایت کرد، با این ادعا که آن‌ها کار «اتاق (بالای) برج نئومکانیکی» را کپی کرده‌اند. وودز «مبلغی شش رقمی» برد و اجازه داد که این فیلم همچنان نمایش داده شود. تیتراژ پایانی می‌گوید که کار او «الهام بخش» صحنه اتاق بازجویی بوده‌است.
نام وودز به عنوان «معمار ایده‌پرداز» در بیگانه ۳ آمده، برای ایجاد احساس و ظاهر فیلم، به ویژه در سکانس‌های آغازین.

### ترجمه‌شده به فارسی
وودز، لبیوس. جنگ و معماری. ترجمهٔ پویان روحی. مشهد: کتابکده کسری، ۱۳۹۵. شابک ۹۷۸-۶۰۰-۶۵۰۹-۳۷-۲

### درباره‌ی وودز
لبیوس وودز؛ یک الگو: نمایشگاه آثار لبیوس وودز در مؤسسه معماری کالیفرنیای جنوبی. ترجمهٔ پویان روحی. مشهد: کتابکده کسری، ۱۳۹۶. شابک ۹۷۸-۶۰۰-۶۵۰۹-۷۱-۶

## نگارخانه

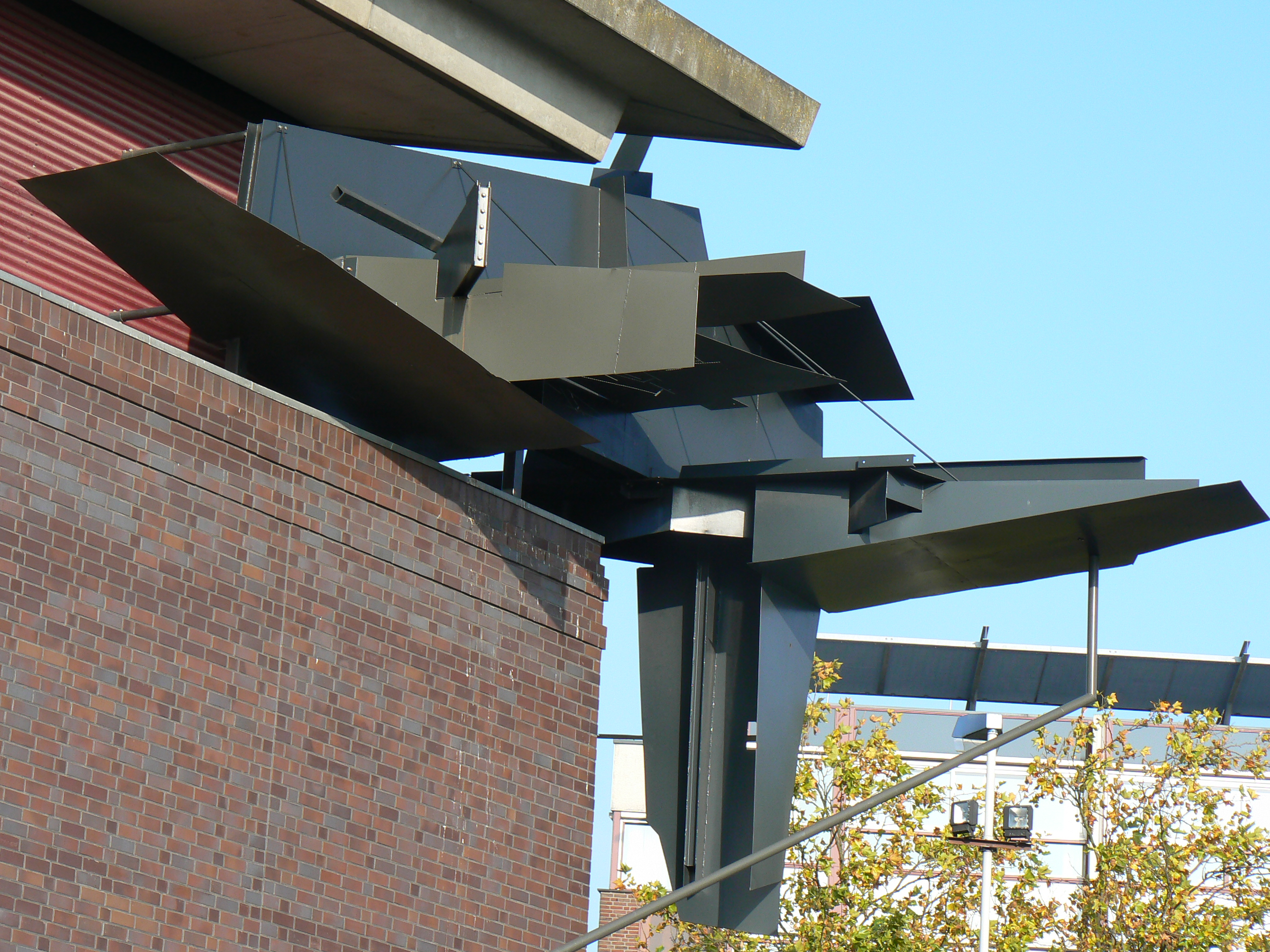
مجسمه هرمیتاژ (۱۹۸۸) از لبیوس وودز در روتردام، هلند
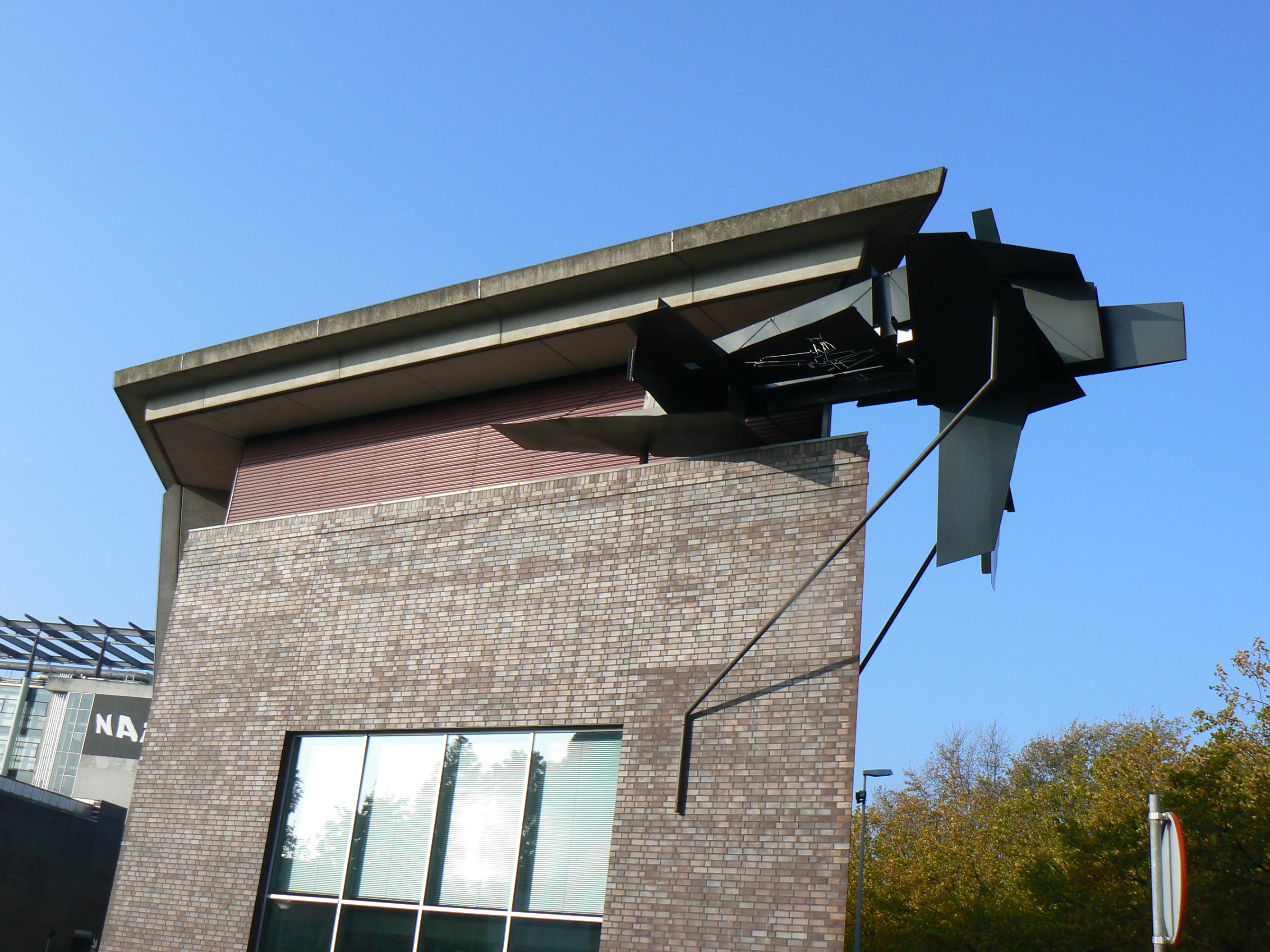
مجسمه هرمیتاژ (۱۹۸۸) از لبیوس وودز در روتردام، هلند
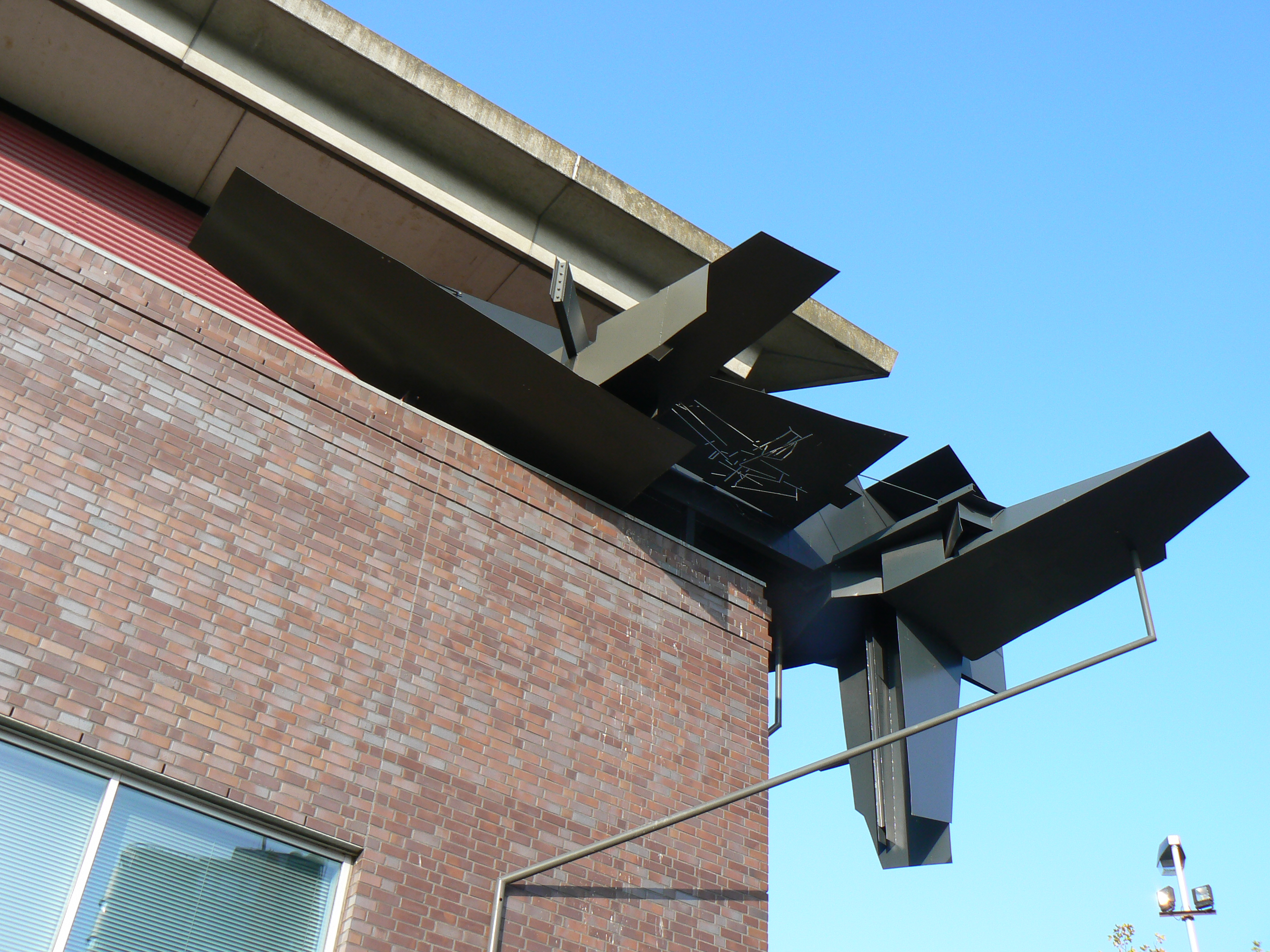
مجسمه هرمیتاژ (۱۹۸۸) از لبیوس وودز در روتردام، هلند